# Берёзовское гетто
Берёзовское гетто (июль 1941 — 15 октября 1942) — еврейское гетто, место принудительного переселения евреев города Берёза (ранее Берёза-Картузская) Берёзовского района Брестской области и близлежащих населённых пунктов в процессе преследования и уничтожения евреев во время оккупации территории Белоруссии войсками нацистской Германии в период Второй мировой войны.

## Евреи в Берёзе до войны
Евреи впервые поселились в Берёзе в XVII веке, а в 1629 году получили разрешение на строительство синагоги. В 1931 году они составляли 52,2 % из 4521 жителей Берёзы, которая до 1939 года находилась в составе Польши и называлась Берёза-Картузская. Основным их занятием было производство мебели и других изделий из дерева, которые шли на экспорт. После начала Второй мировой войны и раздела Польши между Германией и СССР, Берёза вошла в состав Советского Союза. Новый режим негативно повлиял на жизнь еврейской общины, поскольку любая независимая от государства общественная деятельность была запрещена, частники обложены тяжёлыми налогами. Многие евреи пытались работать в кооперативах либо устроиться на государственную службу. Перед началом Великой Отечественной войны доля евреев в населении города была 80 %.

## Немецкая оккупация и преследование евреев
Немцы вошли в Берёзу 23 июня 1941 года, на следующий день после начала войны. Оккупация города длилась более 3 лет — до 15 июля 1944 года. Берёза и Берёзовский район были включены в состав генерального округа «Волынь-Подолия» рейхскомиссариата «Украина».
Всех евреев Берёзы сразу после оккупации обязали сдать ценные вещи и драгоценности и под угрозой смерти обязали носить нашитые на груди и на спине жёлтые нашивки размером по 10 см.
26 июня 1941 года оккупанты сожгли синагогу похоронного общества «Хевра кадиша». При этом сгорело несколько домов по соседству, а пытавшимся спасти имущество жителям пригрозили расстрелом. Шауль Рашинский и его семья, расстрелянные по обвинению в спекуляции, стали первыми жертвами. 28 августа 1941 года были расстреляны около 100 евреев.
По приказу оккупационной администрации был создан юденрат в составе 10 человек: Ниссан Закхейм, Нафтали Ливенсон, Фишель Байзер, Ханок Лисковский, Мэйер Рошинский, Яков-Ошер Фриденштейн, Готель Писецкий, Яков Шлосбург, Лейбе Данциг, Лейбель Молодовский (переводчик).
Начальником еврейской полиции был назначен Шмуель Геберман.

## Создание гетто
Реализуя нацистскую программу уничтожения евреев, немцы создавали гетто почти во всех городах и населённых пунктах Беларуси, где проживало еврейское население. Так и в Берёзе всё еврейское население было зарегистрировано ещё осенью 1941 года, а в апреле 1942 года было создано гетто. Оно занимало городской квартал между улицами Костюшки, Церковной, Пружанской и Школьным переулком (после войны это улицы Ленина, Советская, Красноармейская и Короткий переулок). В Берёзовское гетто оккупанты согнали и часть евреев из близлежащих деревень — Сельца, Малеча, Сигневичей, Блудня, Песков и других, а впоследствии — и часть евреев из Кобрина, Антополя, Пружан и Бреста. Вход и выход из гетто разрешались только под конвоем, выходы охранялись полицией.
По разным данным через месяц или в начале июля 1942 года гетто было разделено на две части — «А» и «B», полностью окружённые колючей проволокой. В гетто «А» переместили так называемых «полезных» евреев, чей труд мог ещё пригодиться нацистам. В гетто «B» загнали евреев, которые уже не могли хоть сколько-либо работать на немцев — старики, женщины и больные и не имели денег заплатить взятку за перемещение в гетто «А».
В гетто «B» действовала подпольная группа, некоторые члены которой сумели спастись и частично присоединиться к партизанским отрядам.
Узники гетто использовались на погрузочно-разгрузочных работах на железнодорожной станции, ремонте и строительстве. Специалисты работали в сапожной мастерской. Норма продовольственного снабжения составляла 250 г хлеба в сутки.

## Уничтожение гетто
Евреи — узники гетто в Берёзе повторили судьбу евреев в сотнях других гетто на территории, оккупированной нацистами. В рамках программы уничтожения евреев, их на захваченных землях сначала подвергали поборам и грабежам, использовали на принудительных работах, но в конце концов всех убивали.
По одной из версий в мае 1942 года в связи с перенаселением гетто, нехваткой продовольствия и обострением санитарно-эпидемиологической ситуации нацисты и их пособники провели среди узников «акцию» (таким эвфемизмом нацисты называли организованные ими массовые убийства) — расстреляли 3500 человек. Для этого в Берёзу накануне прибыл из Бреста начальник СД Пичман, собрал всех полицейских и прибывших на автомобилях 500 немецких солдат, которые согнали евреев в грузовики и отправили в район у деревни Бронная гора — одном из мест массового уничтожения евреев Брестской области. Там по данным советской Чрезвычайной государственной комиссии было расстреляло всего около 50 000 человек.
По другим данным, массовый расстрел в гетто был организован не в мае, а 15 июля 1942 года — были убиты узники гетто «B» в количестве около 1000 человек, которых отправили на железнодорожную станцию Блудень (ныне станция Берёза Картузская в 3 км от Берёзы), где часть узников расстреляли на месте, а остальных в вагонах отправили на расстрел на Бронную гору.
Утром 15 октября 1942 года гетто «А» окружили эсэсовцы. Евреи поняли, что на этот раз немцы решили уничтожить их окончательно, и, чтобы ничего не досталось убийцам, собрали последние ценности, отнесли их портному Аврааму Гринбергу и подожгли его дом. Часть членов юденрата предпочли не дожидаться смерти от рук нацистов и покончили жизнь самоубийством. Пламя охватило дома в гетто и перекинулось на город. В тушении пожара были задействованы пожарные машины и население города. Нацистская пропаганда распространяла клевету, что евреи пытались сжечь город чтобы нанести урон его жителям.
Полицейские начали загонять евреев в крытые брезентом машины и увозить к деревне Смолярка, расположенной в пяти километрах от города Берёза, где уже были вырыты ямы для захоронения убитых. Немцы в форме СС и СД заставляли всех евреев — женщин, мужчин, маленьких детей — раздеться догола, матерей принуждали раздеть своих грудных младенцев. Одежду узников грузили в машину и отправляли обратно в город, а раздетых людей под дулами автоматов гнали к ямам.
Расстрел продолжался до захода солнца, а когда стемнело, группе местных мужчин-неевреев приказали закопать тела жертв. Перед этим нацисты предварительно засыпали убитых известью. В течение 15—16 октября 1942 года в районе Смолярки было расстреляно по разным данным от 1800 до более 3000 евреев. Последние несколько ремесленников выполнявших военные заказы были расстреляны через неделю.
Всего в Берёзовском гетто в ходе массовых расправ и от голода погибло более 8000 евреев. После войны еврейская община в Берёзе восстановлена не была.

## Организаторы и исполнители убийств
В документах ЧГК названы конкретные военные преступники в Березе. Это заместитель начальника СД округа Герик, начальник жандармерии в Березе Гердес, начальник местного гарнизона СС Панир, шеф Березовского района Синкевич (впоследствии сменивший фамилию на «Шмидт»), комендант полиции Ольшевский, начальник районной полиции Мычко, начальник «биржи труда» Левкович, капитан Шарваншис.
В охране гетто и расправах кроме немцев и местной полиции участвовал также и 208-й латышский полицейский батальон.

## Память
На одном из мест массовых убийств жителей Берёзы (в том числе и евреев) возведён обелиск в память о погибших.
В 2007 году на Бронной горе была установлена плита в память об убитых евреях, в том числе и из Берёзовского гетто.
В Брестском областном архиве хранятся акты о последствиях оккупации, в которых ЧГК зафиксировала, что у деревни Смолярка было уничтожено более 3000 человек — в основном, евреи из Берёзовского гетто, окраин Берёзы и близлежащих деревень. Председатель правления Брестской еврейской общины «Бриск» Борис Брук в 2006 году организовал официальное обследование местности вокруг Смолярки. В заключительном акте о завершении поисковых работ написано: «В 1,5 км от деревни Смолярка на участке местности 235х165 метров, в местах, где имелись аномалии рельефа местности в виде круглых, овальных и прямоугольных проседаний поверхности грунта… были заложены 76 одиночных шурфов… В 14 вскрытых шурфах были обнаружены отдельные части человеческих скелетов…» В 2008 году на этом месте был установлен памятник жертвам геноцида евреев в Берёзе.